# Ordine Figli d'Italia in America
L'Ordine Figli d'Italia in America (Inglese: Order Sons of Italy in America, OSIA) è la più grande ed antica organizzazione fraterna italoamericana negli Stati Uniti d'America. Un'organizzazione simile esiste anche in Canada.

## Storia
L'Ordine Figli d'Italia in America fu fondato il 22 giugno 1905 dal dottor Vincenzo Sellaro per aiutare gli italiani nella società americana durante il boom dell'immigrazione del XX secolo. Nel 1928 Sellaro ricevette le chiavi di New York in riconoscimento dei suoi successi sociali e medici.
Nel corso della storia, l'OSIA è stato coinvolto nella promozione della legge sull'immigrazione, nell'assistenza al processo di assimilazione, nel sostegno alla cooperazione, al commercio e ai rapporti diplomatici tra Stati Uniti e Italia, nella promozione di iniziative sociali ed eventi fraterni, all'incoraggiamento dell'istruzione attraverso borse di studio, al servizio alle comunità locali attraverso vari eventi culturali e raccolte di fondi per associazioni locali, nonché fornendo a basso costo gruppi di investimenti finanziari e assicurativi.
L'Ordine Figli d'Italia in America ha due filiali:
- Fondazione Figli d'Italia (Sons of Italy Foundation, OIF)
- Commissione per la Giustizia Sociale (Commission for Social Justice, CSJ) fondata nel 1979 per combattere la stereotipizzazione degli italoamericani da parte dei settori dell'intrattenimento, pubblicitario e giornalistico.[3]

- Attualmente l'associazione accetta membri di sesso femminile[Cosa vuol dire? Perché prima no?] e supporta una serie di enti di beneficenza e legami con la patria italiana.